# Challenge Cup (Newfoundland en Labrador)
De Challenge Cup is de mannenvoetbalcompetitie van de Canadese provincie Newfoundland en Labrador. De Challenge Cup werd in 1967 opgericht door de voetbalbond van Newfoundland en Labrador (NLSA) en heeft als sponsornaam de Johnson Insurance Challenge Cup.
Een seizoen loopt meestal van begin mei tot midden augustus, waarna de winnaar de Challenge Trophy overhandigd krijgt. De competitie wordt historisch gedomineerd door Holy Cross FC en de St. Lawrence Laurentians die gezamenlijk 49 van de 59 titels wonnen.
De Jubilee Trophy is de vrouwelijke tegenhanger van de Challenge Cup.

## Voorgeschiedenis
In 1950 werd in de provincie het All-Newfoundland Championship opgericht door afgevaardigden van de voetbalverenigingen van St. John's, Corner Brook en het schiereiland Burin. Het waren de kampioenen van deze lokale competities die op het einde van het seizoen streden om de eer van beste ploeg van de provincie.
In 1967 trad de Newfoundlandse voetbalbond officieel toe tot de Canadese voetbalbond. Daarom verving men het All-Newfoundland Championship door een nieuwe competitie die het hele jaar door loopt en die losstaat van lokale voetbalbonden: de Challenge Cup.

## Format
Oorspronkelijk speelden de teams viermaal tegen elkaar per seizoen (tweemaal thuis en tweemaal uit). Dit om er voor te zorgen dat er ondanks het lage aantal ploegen (meestal vijf of zes) voldoende wedstrijden zouden zijn. Vanaf het seizoen 2025, waarin er negen teams deelnemen, speelt men slechts tweemaal per jaargang tegen elkaar.
Op het einde van het reguliere seizoen worden play-offs gehouden tussen de vier beste teams. Via deze play-offs, die bestaan uit een halve finale en finale, wordt de uiteindelijke kampioen bepaald.

## Promotie en degradatie
De Challenge Cup is een gesloten competitie daar er geen systeem van promotie of degradatie uitgewerkt is. Er zijn in Newfoundland en Labrador verschillende amateurploegen die spelen in lokale voetbalcompetities. Deze worden door lokale voetbalbonden of clubs die lid zijn van de NLSA georganiseerd (zoals bijvoorbeeld de Burin Peninsula Soccer Association). Andere ploegen spelen voornamelijk vriendschappelijke matchen of lokale toernooien. Deelnemen aan de Challenge Cup kan voor deze teams enkel als een club daarvoor geselecteerd wordt door de NLSA.
Anderzijds bestaat er in Canada geen nationale klassementscompetitie voor amateurploegen waarnaar de kampioen van Newfoundland en Labrador zou kunnen promoveren. 
De winnaar van de Newfoundland and Labrador Challenge Cup kwalificeert zich wel voor de Challenge Trophy, een jaarlijks bekertoernooi in oktober waarin de Canadese provinciale kampioenen het tegen elkaar opnemen. De winnaar krijgt de Challenge Trophy, de trofee voor de beste amateurclub van Canada dat jaar.

## Teams
In het seizoen 2025 nemen, naast het Canada Games-elftal, acht voetbalclubs deel aan de Challenge Cup, waarvan er zeven gevestigd zijn in de Metropoolregio St. John's. Het betreft:
- Conception Bay South Strikers FC[6] (uit Conception Bay South)
- Feildians (uit St. John's)
- Holy Cross FC (uit St. John's)
- Mount Pearl Soccer Club (uit Mount Pearl)
- Paradise Soccer Club (uit Paradise)
- Portugal Cove-St. Philip's SA (uit Portugal Cove-St. Philip's)
- St. John's Soccer Club (uit St. John's)
- St. Lawrence Laurentians (uit St. Lawrence)

### Tijdlijn clubs Challenge Cup (2010–2025)
In de periode 2010–2025 waren er in totaal negen clubs die deelnamen aan de Challenge Cup. Het betreft Holy Cross FC, de St. Lawrence Laurentians, de Feildians, CBS Strikers FC, Paradise SC, Mount Pearl SC en Corner Brook United SC.
Daarnaast nam in die periode in sommige seizoenen "exhibitieteams" deel, wat inhoudt dat punten tegen deze teams meetellen voor de eindstand, maar dat deze teams zich niet kunnen kwalificeren voor de play-offs. Het betreft in die gevallen beloftenteams, zoals het provinciale beloftenteam voor de Canada Games, de U18 van St. John's SC of het onder de noemer Western United verenigd beloftenteam van West-Newfoundland.

## Titels
Clubs met een vetgedrukte naam deden mee aan het seizoen 2025 van de Challenge Cup.
| Club                     | Titels | Seizoenen kampioen |
| ------------------------ | ------ | --- |
| St. Lawrence Laurentians | 25     | 1967, 1968, 1971, 1972, 1975, 1976, 1977, 1978, 1980, 1982, 1993, 1995, 1996, 1997, 1998, 1999, 2000, 2001, 2002, 2005, 2006, 2007, 2008, 2013, 2016 |
| Holy Cross FC            | 24     | 1973, 1979, 1981, 1983, 1984, 1985, 1986, 1988, 1989, 1992, 1994, 2009, 2010, 2011, 2012, 2014, 2015, 2017, 2018, 2019, 2020, 2022, 2024, 2025       |
| Feildians                | 3      | 1969, 2021, 2023 |
| Burin Eagles             | 2      | 1990, 1991 |
| Grand Bank Gee Bees FC   | 2      | 1970, 1974 |
| Lawn Shamrocks           | 1      | 1987 |
| Marystown United         | 1      | 2004 |
| Mount Pearl SC           | 1      | 2003 |